# 滋賀県道166号小口川守線
滋賀県道166号小口川守線（しがけんどう166ごう おぐちかわもりせん）は、滋賀県蒲生郡竜王町を通る一般県道である。

## 概要
蒲生郡竜王町大字小口から蒲生郡竜王町大字川守に至る。
蒲生郡竜王町の街中を東西に結ぶ。東の県道終点先には、観光ぶどう園や龍王山、ハイキングコースを登れば雪野山へと続く。

### 路線データ
- 起点：蒲生郡竜王町大字小口（滋賀県道165号春日竜王線交点）
- 終点：蒲生郡竜王町大字川守（川守交差点、滋賀県道14号近江八幡竜王線交点）
- 総延長：2.1 km

## 路線状況

### 道路施設

#### 橋梁
- 竜王橋（惣四郎川、蒲生郡竜王町）

## 地理

### 通過する自治体
- 蒲生郡竜王町

### 交差する道路
| 交差する道路               | 交差する場所 | 交差する場所      |
| -------------------------- | ------------ | ----------------- |
| 滋賀県道165号春日竜王線    | 大字小口     | 起点              |
| 滋賀県道541号綾戸東川線    | 大字綾戸     | 綾戸交差点        |
| 滋賀県道14号近江八幡竜王線 | 大字川守     | 川守交差点 / 終点 |

### 沿線
- 本誓寺
- 竜王町役場
- 竜王町保健センター
- 竜王町公民館
- 竜王町立図書館
- 平和堂（フレンドマート）
- 滋賀銀行 竜王支店
- 西光寺